# Pfarrkirche Munderfing

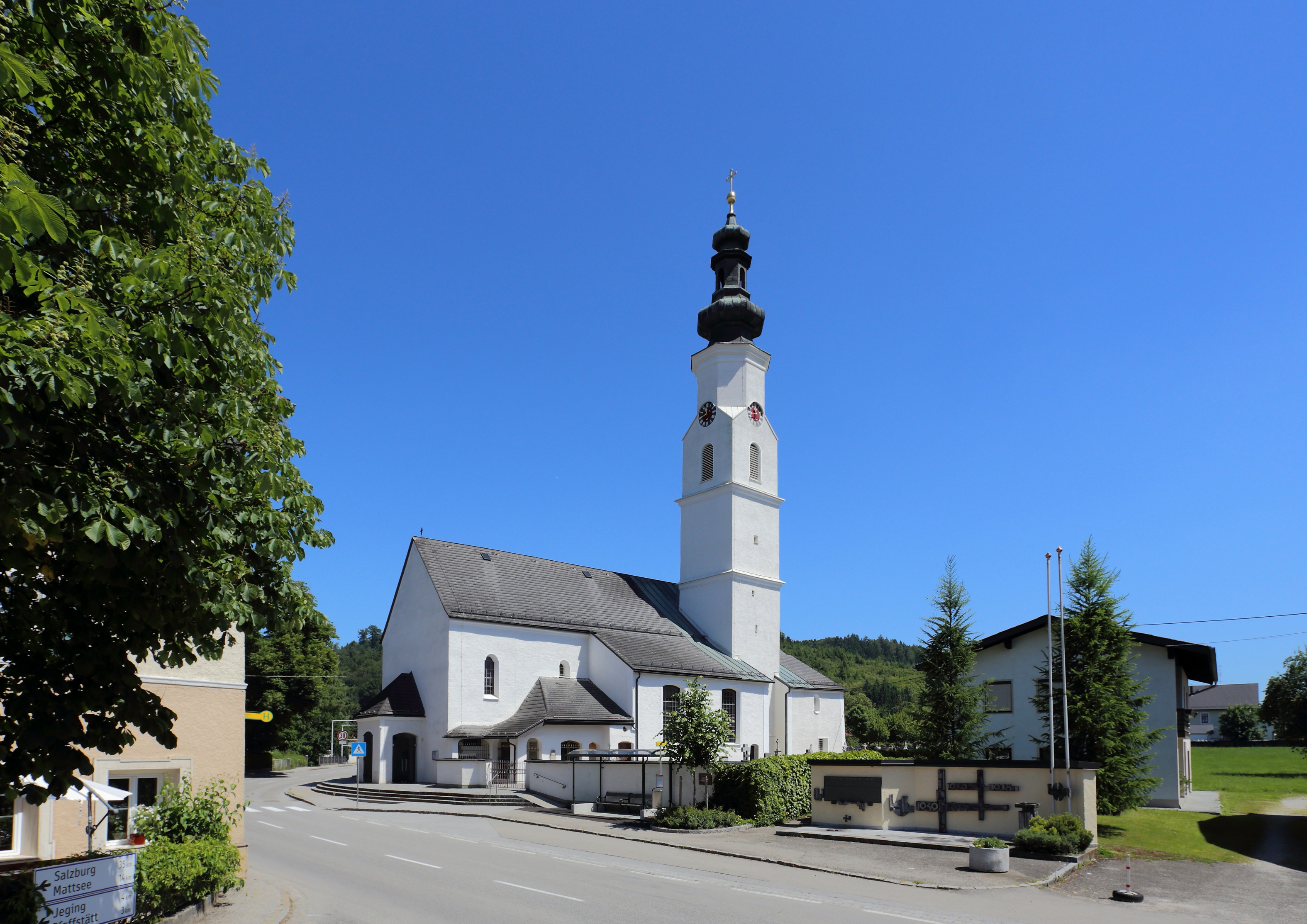
Katholische Pfarrkirche hl. Martin in Munderfing

Die Pfarrkirche Munderfing steht in der Gemeinde Munderfing im Bezirk Braunau am Inn in Oberösterreich. Die dem Patrozinium hl. Martin von Tours unterstellte römisch-katholische Pfarrkirche gehört zum Dekanat Mattighofen in der Diözese Linz. Der Kirchenbau und der Friedhof stehen unter Denkmalschutz (Listeneintrag).

## Geschichte
Eine Kirche wurde 1143 urkundlich genannt. Um 1710 bis 1714 wurden die Gewölbe barockisiert und am Langhaus Kapellen angebaut. 1934 wurde das Langhaus im Westen um ein weiteres Joch erweitert. 

## Architektur
An das spätgotische einschiffige vierjochige Langhaus wurde 1934 ein Westjoch angebaut. Der gleich breite zweijochige Chor schließt mit einem Dreiachtelschluss. Im Langhaus und Chor wurden um 1710 bis 1714 die gotischen Gewölberippen entfernt und mit Stuck versehen. Der Turm im südlichen Chorwinkel hat eine gotische Turmhalle mit einem Kreuzrippengewölbe und trägt einen barocken achtseitigen Aufsatz mit Zwiebel und Laterne. Am Langhaus sind Kapellenanbauten.

## Ausstattung
Der Hochaltar und die Seitenaltäre in barocken Formen entstanden 1904 und wurden 1934 überarbeitet.